# Zorá
Zorá (Hebraico: צרעה‎) é um kibutz israelense, situado perto da cidade de Bet Shemesh, entre Tel Aviv e Jerusalém. O kibutz foi fundado em 1948 por antigos membros do Palmach (incluindo Yair Tzaban) sobre as terras da aldeia árabe abandonada de Sara'a.A origem do nome é antiga cidade bíblica de Zorá, do livro Juízes 18:2.